# 秋山ゆり
秋山 ゆり（あきやま ゆり、1948年6月27日 - ）は、日本の女優。

## 略歴
女優になる前は日本航空国際線のスチュワーデスをしていた。1969年、劇団四季のオーディションをうけて入団。
TBS系列「木下恵介アワー」の『兄弟』の秘書課の森本紀子役、『おくさまは18歳』（TBS系）では学校図書館司書の小山美矢子役、『おれは男だ!』（日本テレビ系）では早瀬久美演じるヒロイン吉川操の姉で美容師の吉川美穂役などを演じた。優しく、おしとやかな役回りが多い。

## 出演
- 『兄弟』（TBS系、1969年10月21日〜1970年4月14日）：森本紀子役[3]
- 『人情劇 はまぐり大将』（NTV系、1970年4月1日〜1970年9月16日）：阿刀田久美子役
- 『おくさまは18歳』（TBS系、1970年9月29日〜1971年9月28日）：小山美矢子役
- 『おれは男だ!』（NTV系、1971年2月21日〜1972年2月13日）：吉川美穂役 [4]
- 『半七捕物帳』（NET系、1971年）
- 『春の嵐』（TBS系、1971年〜1972年）
- 『喜びも悲しみも幾歳月』（TBS系、1972年）
- 『ママはライバル』（TBS系、1973年）
- 『パパ愛してる!!』（NET系、1974年）
- 『白い牙』（NTV系、1974年）
- 『妻の過去』（CX、1974年〜1975年）
- 『女の日時計』（MBS、1975年）